# Мирибель (Эн)
Мирибе́ль (фр. Miribel) — коммуна во Франции, находится в регионе Рона — Альпы. Департамент — Эн. Административный центр кантона Мирибель. Округ коммуны — Бурк-ан-Брес.
Код INSEE коммуны — 01249.

## География
Коммуна расположена приблизительно в 390 км к юго-востоку от Парижа, в 12 км северо-восточнее Лиона, в 50 км к юго-западу от Бурк-ан-Бреса.
На юге коммуны проходит канал Мирибель.

## Климат
Климат полуконтинентальный с холодной зимой и тёплым летом. Дожди бывают нечасто, в основном летом.

## Население
Население коммуны на 2010 год составляло 9066 человек.
| 1962 | 1968 | 1975 | 1982 | 1990 | 1999 | 2010 |
| ---- | ---- | ---- | ---- | ---- | ---- | ---- |
| 4580 | 5651 | 6237 | 7053 | 7683 | 8545 | 9066 |

## Администрация
| Период | Период | Фамилия         | Партия       | Примечания          |
| ------ | ------ | --------------- | ------------ | ------------------- |
| 1934   | 1953   | Петрюс Бессон   |              |                     |
| 1953   | 1959   | Леон Дриво      |              |                     |
| 1959   | 1971   | Жан Меффре      |              | военный (полковник) |
| 1971   | 1983   | Шарль Бийандон  |              | судебный пристав    |
| 1983   | 1995   | Жан Бофор       |              |                     |
| 1995   | 2014   | Жак Берту       | Разные левые |                     |
| 2014   | 2020   | Сильви Вирисель | Разные левые |                     |

## Экономика
В 2010 года среди 5894 человек трудоспособного возраста (15—64 лет) 4488 были экономически активными, 1406 — неактивными (показатель активности — 76,1 %, в 1999 году было 72,2 %). Из 4488 активных жителей работали 4026 человек (2052 мужчины и 1974 женщины), безработных было 462 (253 мужчины и 209 женщин). Среди 1406 неактивных 536 человек были учениками или студентами, 463 — пенсионерами, 407 были неактивными по другим причинам.

## Достопримечательности
- Церковь Св. Мартина[фр.] (XIV век). Исторический памятник с 1928 года.[4]
- Карильон Ма-Рилье и беффруа (1946 год). Исторический памятник с 1993 года.[5]
- Придорожное распятие-фонтан на площади Анри-Гробон (XVIII век). Исторический памятник с 1929 года.[6]
- Сарацинские норы

## Фотогалерея
- Церковь Св. Мартина
- Церковь Св. Романа
- Мэрия
- Придорожное распятие-фонтан
- Военный мемориал